# James Loney (baseball)
James Anthony Loney (né le 7 mai 1984 à Houston, Texas, États-Unis) est un joueur de premier but au baseball ayant évolué en Ligue majeure de 2006 à 2016.

## Biographie

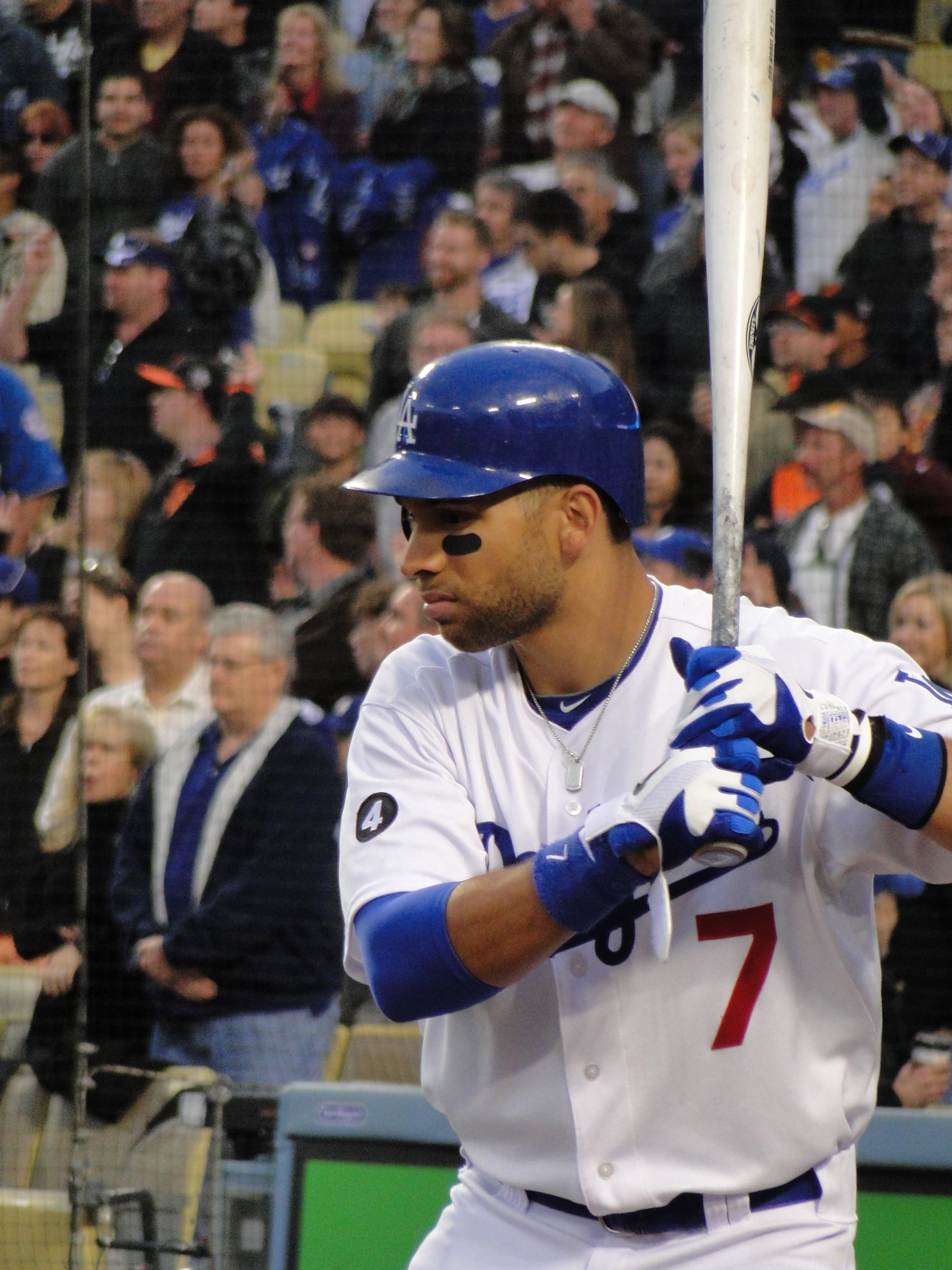
James Loney en 2011 avec les Dodgers de Los Angeles.

### Carrière amateur
De 2000 à 2002, James Loney étudie au lycée Elkins de Missouri City dans la banlieue de Houston et fait partie de l'équipe de baseball. Pour sa dernière année, il brille autant comme lanceur (9 victoires, 1 défaite, 106 retraits sur prises) que comme frappeur avec une moyenne au bâton de 0,509. Il est sélectionné par les Dodgers de Los Angeles au premier tour de la draft 2002 (19e choix global) et signe son premier contrat professionnel le 11 juin.

### Ligue majeure

#### Dodgers de Los Angeles
Il fait ses débuts en Ligue majeure le 4 avril 2006 avec les Dodgers de Los Angeles. Il termine sixième du vote désignant la meilleure recrue de l'année 2007 en Ligue nationale.

#### Red Sox de Boston
Loney passe aux Red Sox de Boston le 25 août 2012 lorsque les Dodgers l'échangent avec le joueur de deuxième but Iván DeJesús, le lanceur droitier Allen Webster et deux joueurs à être nommés plus tard (Rubby De La Rosa et Jerry Sands), contre le premier but  Adrian Gonzalez, le voltigeur Carl Crawford, le lanceur droitier Josh Beckett et le joueur de troisième but Nick Punto. Il frappe pour une moyenne de ,230 en 30 parties pour Boston et complète sa saison 2012 avec six circuits, 41 points produits et une moyenne au bâton de ,249 en 144 matchs joués pour les Dodgers et les Red Sox.

#### Rays de Tampa Bay
Devenu agent libre, Loney signe le 6 décembre 2012 avec les Rays de Tampa Bay qui, déçus des performances de Carlos Peña la saison d'avant, décident de remplacer ce dernier au premier but. Loney accepte une entente d'une saison pour deux millions de dollars avec Tampa. En net déclin à ses dernières saisons chez les Dodgers, Loney connaît une excellente saison 2013 chez les Rays. Il dispute 158 matchs et frappe pour ,299 avec 164 coups sûrs, son second plus haut total en carrière après la saison 2008. Il frappe 13 circuits, 33 doubles, et récolte 75 points produits. Sa moyenne de présence sur les buts de ,348 est la 2e plus élevée de l'équipe.
Le joueur de 29 ans signe un contrat de 21 millions de dollars pour 3 saisons avec les Rays le 3 janvier 2014.
Après avoir joué seulement deux des trois saisons de son contrat, il est libéré de son contrat par les Rays le 3 avril 2016 avant le début de la nouvelle saison.

### Mets de New York
Loney évolue en 2016 pour les Mets de New York.

### Rangers du Texas
Le 24 janvier 2017, Loney signe un contrat des ligues mineures avec les Rangers du Texas.

## Statistiques
| Saison | Équipe     | G   | AB   | R   | H   | 2B  | 3B | HR | RBI | SB | BA    |
| ------ | ---------- | --- | ---- | --- | --- | --- | -- | -- | --- | -- | ----- |
| 2006   | LA Dodgers | 48  | 102  | 20  | 29  | 6   | 5  | 4  | 18  | 1  | 0,284 |
| 2007   | LA Dodgers | 96  | 344  | 41  | 114 | 18  | 4  | 15 | 67  | 0  | 0,331 |
| 2008   | LA Dodgers | 161 | 595  | 66  | 172 | 35  | 6  | 13 | 90  | 7  | 0,289 |
| 2009   | LA Dodgers | 158 | 576  | 73  | 162 | 25  | 2  | 13 | 90  | 7  | 0,281 |
| 2010   | LA Dodgers | 161 | 588  | 67  | 157 | 41  | 2  | 10 | 88  | 10 | 0,267 |
| Totaux | Totaux     | 624 | 2205 | 267 | 634 | 125 | 19 | 55 | 353 | 25 | 0,288 |

| Saison | Équipe     | G  | AB | R | H  | 2B | 3B | HR | RBI | SB | BA    |
| ------ | ---------- | -- | -- | - | -- | -- | -- | -- | --- | -- | ----- |
| 2006   | LA Dodgers | 1  | 4  | 0 | 3  | 0  | 0  | 0  | 3   | 0  | 0,750 |
| 2008   | LA Dodgers | 8  | 30 | 2 | 10 | 3  | 0  | 1  | 8   | 0  | 0,333 |
| 2009   | LA Dodgers | 8  | 29 | 3 | 9  | 0  | 0  | 2  | 3   | 0  | 0,310 |
| Totaux | Totaux     | 17 | 63 | 5 | 22 | 3  | 0  | 3  | 14  | 0  | 0,349 |

Note : G = Matches joués ; AB = Passages au bâton; R = Points ; H = Coups sûrs ; 2B = Doubles ; 3B = Triples ; 
HR = Coup de circuit ; RBI = Points produits ; SB = Buts volés ; BA = Moyenne au bâton.